# 1490
| 1490               |
| ------------------ |
| Dødsfald - Fødsler |
|                    |

| Gregoriansk kalender | 1490 MCDXC              |
| Ab urbe condita      | 2243                    |
| Armensk kalender     | 939 ԹՎ ՋԼԹ              |
| Kinesiske kalender   | 4186 – 4187 己酉 – 庚戌 |
| Etiopisk kalender    | 1482 – 1483             |
| Jødisk kalender      | 5250 – 5251             |
| Hindukalendere       |                         |
| - Vikram Samvat      | 1545 – 1546             |
| - Shaka Samvat       | 1412 – 1413             |
| - Kali Yuga          | 4591 – 4592             |
| Iransk kalender      | 868 – 869               |
| Islamisk kalender    | 895 – 896               |

Konge i Danmark: Hans 1481-1513
Se også 1490 (tal)

## Begivenheder
- Den dansk-engelske krig afsluttes med en handelstraktat om handelen på Island (startede i 1467)